# Mše věřících
Mše věřících (latinsky missa fidelium) je část mše v mimořádné formě římského ritu, v římskokatolické církvi běžně sloužené do liturgické reformy provedené po druhém vatikánském koncilu, při níž dochází ke slavení eucharistie. Označení poukazovalo na fakt, že se jí na rozdíl od mše katechumenů mohli zúčastnit jen věřící, tedy nikoliv i katechumeni a jiní nepokřtění. V nynější řádné formě římského ritu jí odpovídá bohoslužba oběti.